# Marco Delvecchio
 Marco Delvecchio (phát âm tiếng Ý: [ˈmarko delˈvɛkkjo] sinh ngày 7 tháng 4 năm 1973) là một cựu cầu thủ bóng đá người Ý, chơi ở vị trí tiền đạo. Ông đã dành phần lớn sự nghiệp để chơi cho AS Roma, nơi ông vẫn được người hâm mộ của câu lạc bộ nhớ đến vì bàn thắng trước đối thủ SS Lazio ở Derby della Capitale, và vì những đóng góp của ông cho chức VĐQG Ý 2001. Ở cấp độ quốc tế, ông đá cho Ý 22 lần từ 1998 đến 2004, ghi 4 bàn, tham dự dự UEFA Euro 2000, lọt vào trận chung kết của giải đấu, trong đó ông ghi bàn và tại FIFA World Cup 2002.
Delvecchio hiện đang hợp tác với một đài phát thanh tư nhân Roma với tư cách là chuyên gia bóng đá.

## Sự nghiệp câu lạc bộ
Delvecchio sinh ra ở Milan, Ý, nơi ông bắt đầu sự nghiệp chuyên nghiệp với Inter (1992 và 1994, 95). Ông tiếp tục thi đấu cho Venezia (1992-93) và Udinese (1993, 94) trước khi gia nhập Roma vào năm 1995. Sự nghiệp của ông đạt đến đỉnh cao khi chuyển đến Roma, trở thành cầu thủ quan trọng ở câu lạc bộ. Đáng chú ý là ông đã giành Scudetto với Roma năm 2001, tiếp theo là Supercoppa Italiana (Siêu Cúp Ý) cũng trong năm 2001, dưới quyền HLV Fabio Capello, cùng với tiền đạo Francesco Totti, Gabriel Batistuta và Vincenzo Montella. Ông cũng lọt vào Chung kết Coppa Italia với Roma trong mùa giải 2002-03. Sau đó, ông đã chơi một mùa 2004-05 cho Brescia, và sau đó được Parma mua lại vào năm 2005. Năm 2006, Parma giải phóng hợp đồng với Delvecchio và ông tiếp tục gia nhập Ascoli dưới dạng chuyển nhượng miễn phí.
Vào ngày 10 tháng 5 năm 2007, Delvecchio và Ascoli đã đồng ý chấm dứt hợp đồng sau khi chấn thương đầu gối và Ascoli xuống hạng Serie B, sau trận thua 0-1 trước Torino 3 ngày trước đó. Ông đã ghi 2 bàn trong 10 lần ra sân cho câu lạc bộ.
Sau một mùa giải không thi đấu, Delvecchio đã quyết định giã từ bóng đá chuyên nghiệp và chấp nhận lời đề nghị từ phía CLB địa phương Pescatori Ostia, tham gia giải đấu cấp vùng Eccellenza Lazio, ghi được 34 bàn trong suốt mùa giải.

## Sự nghiệp quốc tế
Delvecchio là thành viên của đội U21 Ý đã giành chức vô địch giải U21 châu Âu năm 1994 và 1996; Tổng cộng, ông đã ghi 6 bàn cho đội U-21 sau 24 lần ra sân từ năm 1992 đến 1996. Ông cũng đại diện cho Ý tại Thế vận hội 1996 ở Atlanta, đá 3 trận và ghi 1 bàn.
Delvecchio ra mắt Đội tuyển Quốc gia Ý dưới sự dẫn dắt của Dino Zoff vào ngày 16 tháng 12 năm 1998, trong một trận giao hữu ở Rome với đội FIFA World-Stars, kỷ niệm thế kỷ đầu tiên kể từ khi thành lập Liên đoàn bóng đá Ý. Sau đó, ông được Zoff triệu tập vào thành phần 22 cầu thủ Ý tham dự Euro 2000, Delvecchio đá 3 trận trong giải đấu. Bàn thắng quốc tế đầu tiên của ông trong trận chung kết Euro 2000 gặp Pháp nhưng sau đó Ý đã để thủng lưới trong phút cuối của thời gian bù giờ, và bị đánh bại trong hiệp phụ từ một bàn thắng vàng. Delvecchio cũng có trong thành phần 23 cầu thủ tới Hàn Quốc dự World Cup 2002, nhưng không đá trận nào trong suốt giải đấu dưới sự dẫn dắt của HLV Giovanni Trapattoni. Sau World Cup, ông đã ghi một bàn trong chiến thắng 2-0, trận giao hữu trước Bắc Ireland, và vào ngày 18 tháng 2 năm 2004, ông đá trận cuối cùng cho Italia trước CH Séc, bỏ lỡ cơ hội tham dự Euro 2004 với đội bóng của Trapattoni. Delvecchio đã ghi 4 bàn sau 22 lần ra sân cho Italia trong khoảng thời gian từ 1998 đến 2004.

## Phong cách chơi bóng
Delvecchio là một tiền đạo linh hoạt, mạnh mẽ, chơi quyết tâm, và chăm chỉ, có khả năng chơi bất cứ vị trí nào nào trên hàng công, cũng như ở  hàng tiền vệ, như cầu thủ chạy cánh hoặc như một tiền vệ tấn công, mặc dù ông chủ yếu được sử dụng như một Tiền đạo trung tâm hoặc như một tiền đạo lùi. Nhờ chiều cao và sức mạnh, khả năng mạnh nhất của Delvecchio là không chiến, cũng như khả năng dứt điểm và chọn vị trí. Mặc dù thân hình to, mảnh khảnh, Delvecchio cũng chuyền bóng và đi bóng giỏi, điều này cho phép ông phối hợp tốt, tạo cơ hội và hỗ trợ đồng đội.

## Cuộc sống cá nhân và truyền thông
Marco là thí sinh của chương trình Dancing with the Stars phiên bản tiếng Ý, Ballando con le Stelle 2012, nơi ông đứng thứ hai cùng với vũ công chuyên nghiệp Sara Di Vaira, người sau đó ông có quan hệ tình cảm.

## Thống kê sự nghiệp

### Câu lạc bộ
| Câu lạc bộ          | Mùa giải            | Giải đấu            | Giải đấu | Giải đấu  | Coppa Italia | Coppa Italia | Châu Âu | Châu Âu   | Giải khác | Giải khác | Tổng cộng | Tổng cộng |
| Câu lạc bộ          | Mùa giải            | Giải đấu            | Số trận  | Bàn thắng | Số trận      | Bàn thắng    | Số trận | Bàn thắng | Số trận   | Bàn thắng | Số trận   | Bàn thắng |
| ------------------- | ------------------- | ------------------- | -------- | --------- | ------------ | ------------ | ------- | --------- | --------- | --------- | --------- | --------- |
| Inter Milan         | 1991–92             | Serie A             | 4        | 0         | 1            | 0            | 0       | 0         | —         | —         | 5         | 0         |
| Inter Milan         | 1994–95             | Serie A             | 29       | 4         | 4            | 0            | 1       | 0         | —         | —         | 34        | 4         |
| Inter Milan         | 1995–96             | Serie A             | 4        | 1         | 0            | 0            | 1       | 0         | —         | —         | 5         | 1         |
| Inter Milan         | Tổng cộng           | Tổng cộng           | 37       | 5         | 5            | 0            | 2       | 0         | —         | —         | 44        | 5         |
| Venezia (mượn)      | 1992–93             | Serie B             | 20       | 3         | 2            | 0            | —       | —         | —         | —         | 22        | 3         |
| Udinese (mượn)      | 1993–94             | Serie A             | 7        | 0         | 2            | 0            | —       | —         | —         | —         | 9         | 0         |
| Roma                | 1995–96             | Serie A             | 24       | 10        | 0            | 0            | 0       | 0         | —         | —         | 24        | 10        |
| Roma                | 1996–97             | Serie A             | 27       | 4         | 1            | 0            | 2       | 0         | —         | —         | 30        | 4         |
| Roma                | 1997–98             | Serie A             | 27       | 7         | 5            | 1            | —       | —         | —         | —         | 32        | 8         |
| Roma                | 1998–99             | Serie A             | 31       | 18        | 3            | 1            | 8       | 4         | —         | —         | 42        | 23        |
| Roma                | 1999–2000           | Serie A             | 28       | 11        | 3            | 0            | 6       | 1         | —         | —         | 37        | 12        |
| Roma                | 2000–01             | Serie A             | 31       | 3         | 2            | 0            | 8       | 5         | —         | —         | 41        | 8         |
| Roma                | 2001–02             | Serie A             | 27       | 2         | 2            | 0            | 7       | 1         | 1         | 0         | 37        | 3         |
| Roma                | 2002–03             | Serie A             | 16       | 4         | 6            | 4            | 6       | 1         | —         | —         | 28        | 9         |
| Roma                | 2003–04             | Serie A             | 16       | 3         | 4            | 2            | 4       | 1         | —         | —         | 24        | 6         |
| Roma                | 2004–05             | Serie A             | 4        | 0         | 0            | 0            | 1       | 0         | —         | —         | 5         | 0         |
| Roma                | Tổng cộng           | Tổng cộng           | 231      | 62        | 26           | 8            | 42      | 13        | 1         | 0         | 300       | 83        |
| Brescia             | 2004–05             | Serie A             | 5        | 0         | 0            | 0            | —       | —         | —         | —         | 5         | 0         |
| Parma               | 2005–06             | Serie A             | 8        | 1         | 1            | 0            | —       | —         | —         | —         | 9         | 1         |
| Ascoli              | 2006–07             | Serie A             | 10       | 2         | 0            | 0            | —       | —         | —         | —         | 10        | 2         |
| Tổng cộng sự nghiệp | Tổng cộng sự nghiệp | Tổng cộng sự nghiệp | 318      | 73        | 36           | 8            | 44      | 13        | 1         | 0         | 399       | 94        |

1. 1 2 3 4 5 6 7  Số trận ở UEFA Cup
2. 1 2 3  Số trận ở UEFA Champions League
3. ↑  Số trận ở Supercoppa Italiana

### Quốc tế
| Đội tuyển quốc gia Ý | Đội tuyển quốc gia Ý | Đội tuyển quốc gia Ý |
| Năm                  | Số trận              | Số bàn thắng         |
| -------------------- | -------------------- | -------------------- |
| 1998                 | 1                    | 0                    |
| 1999                 | 1                    | 0                    |
| 2000                 | 9                    | 2                    |
| 2001                 | 3                    | 1                    |
| 2002                 | 2                    | 0                    |
| 2003                 | 5                    | 1                    |
| 2004                 | 1                    | 0                    |
| Tổng cộng            | 22                   | 4                    |

#### Danh sách bàn thắng quốc tế
Tỷ số viết trước của Ý. 
| #  | Ngày                      | Địa điểm                                                | Đối thủ     | Tỷ số | Kết quả | Giải đấu                      |
| -- | ------------------------- | ------------------------------------------------------- | ----------- | ----- | ------- | ----------------------------- |
| 1. | Ngày 2 tháng 7 năm 2000   | Sân vận động Feijenoord, Rotterdam, Hà Lan              | Pháp        | 1-2   | Thua    | UEFA Euro 2000                |
| 2. | Ngày 10 tháng 10 năm 2000 | Sân vận động Giuseppe Meazza, Milan, Ý                  | România     | 3-0   | Thắng   | Vòng loại FIFA World Cup 2002 |
| 3. | Ngày 2 tháng 6 năm 2001   | Sân vận động Quốc gia Boris Paichadze, Tbilisi, Georgia | Gruzia      | 2-1   | Thắng   | Vòng loại FIFA World Cup 2002 |
| 4. | 3 tháng 6 năm 2003        | Sân vận động Nuovo Romagnoli, Campobasso, Ý             | Bắc Ireland | 2-0   | Thắng   | Giao hữu                      |

## Danh hiệu

### Câu lạc bộ
Roma
- Serie A: 2000–01
- Supercoppa Italiana: 2001

### Quốc tế
Đội tuyển Ý
- - UEFA European Championship á quân: 2000